# Edgar Emmert
Edgar Emmert (* 21. Juni 1908 in Metz; † 10. März 1974) war Bürgermeister in Eichstätt und ein deutscher Landrat.

## Leben
Nach dem Abitur studierte Edgar Emmert Rechtswissenschaften an der Friedrich-Alexander-Universität Erlangen-Nürnberg, wo er Mitglied der Studentenverbindung Corps Bavaria Erlangen war. Zum 1. September 1930 trat er in die NSDAP ein (Mitgliedsnummer 296.946). Am 31. Oktober 1933 promovierte er dort mit der Dissertation „Cuius regio eius religio in Recht und Politik der freien Reichsstadt Nürnberg 1555–1806“ zum Dr. jur.  Mit der Ablegung der ersten juristischen Staatsprüfung folgte der dreijährige Vorbereitungsdienst und endete 1936 mit dem Großen juristischen Staatsexamen. Bevor Emmert zum Bezirksamt Erlangen kam, war er als Gerichtsassessor bei der Polizeidirektion Nürnberg-Fürth eingesetzt. 1938 wurde er Regierungsrat beim Bezirksamt Ebermannstadt, wo er nach kurzer Zeit auf eigenen Wunsch aus dem Dienst ausschied und Bürgermeister der Stadt Eichstätt wurde. In diesem Amt blieb er bis 1944.
Am 20. März 1943 wurde er mit der kommissarischen Leitung des Landratsamtes Landsberg am Lech beauftragt. 1945 wurde er aus seinem Amt entlassen.
In der Zeit von 1952 bis 1972 war Emmert Landrat des Landkreises Kronach. Dort hat er besondere Verdienste erworben. Zwischen 1962 und 1964 hat er die zehn Haßlachtalgemeinden überzeugen müssen, anstelle von einzelnen kleinen Kläranlagen eine zentrale Kläranlage mit mechanischer und biologischer Reinigung zu errichten.
Am 22. April 1963 legte er den Grundstein für die Thüringer Warte.

## Ehrungen
Am 10. März 1961 wurde er zum Ehrenbürger in Teuschnitz ernannt. Die Stadt dankte ihm wegen seiner Verdienste um die Ansiedlung der Firma Siemens.